# Hartmanni-Gymnasium Eppingen
Das Hartmanni-Gymnasium Eppingen (HGE) befindet sich seit 1972 in der Adolf-Vielhauer-Straße 13 in Eppingen im Landkreis Heilbronn in Baden-Württemberg. Benannt wurde die Schule nach dem Eppinger Juristengeschlecht Hartmanni.

## Geschichte
Die Ursprünge des heutigen Hartmanni-Gymnasiums reichen bis ins Jahr 1421 zurück, als erstmals eine Eppinger Lateinschule urkundlich erwähnt wurde. Damit gehört sie zu den ältesten Schulen im deutschsprachigen Raum. Nach einem vorübergehenden Niedergang im Dreißigjährigen Krieg wurde die Lateinschule 1726 wieder eröffnet und bestand bis 1810. 1822 erfolgte eine weitere Wiedereröffnung, als Eppingen zum Verwaltungssitz eines badischen Bezirksamtes wurde und die lokale Bevölkerung den Wunsch äußerte, das Bildungswesen wiederzubeleben. In den 1830er Jahren erging ein Erlass der badischen Regierung, der die Schule zur höheren Bürgerschule umstrukturierte.
Das starke Anwachsen der Schülerzahlen führte 1869 zum Bau eines neuen Schulgebäudes im Rot in der Kaiserstraße. Zu diesem Zeitpunkt wurden ca. 100 Schüler in sechs Jahreskursen unterrichtet, wobei der Unterricht in vier verschiedenen Gebäuden stattfand. 1876 wurde die institutionelle Trennung zwischen dem Rektorat und dem evangelischen Diakonat vollzogen, woraufhin der Rektor nun vom badischen Kultusministerium ernannt und vom Staat bezahlt wurde. Im Schuljahr 1884/85 wurde erstmals auch Mädchen der Zugang zur höheren Bürgerschule gestattet, und ab 1899 wurde die Schule offiziell in „Realschule“ umbenannt.
Die fortschreitende Industrialisierung erforderte eine stärkere Ausrichtung auf naturwissenschaftliche Fächer und moderne Sprachen. Dies führte dazu, dass Latein ab diesem Zeitpunkt nur noch als Wahlfach angeboten wurde. Im Jahr 1925 wurde die Schule in eine Vollanstalt umgewandelt und eine 7. Klasse eingeführt, doch infolge der Weltwirtschaftskrise und der Sparmaßnahmen wurde die Anzahl der Klassen ab dem Schuljahr 1932/33 wieder reduziert.
Im Zuge der Oberschulreform des NS-Regimes wurde die Schule 1937 in „Elsenz-Schule – Oberschule für Jungen“ umbenannt. Nach dem Zweiten Weltkrieg wurde die Schule 1945 in „Realprogymnasium Eppingen“ umbenannt. Aufgrund des Bevölkerungsanstiegs durch Evakuierte und Heimatvertriebene stieg die Schülerzahl in den Nachkriegsjahren wieder an. 1954 wurde die Schule schließlich zum Progymnasium, in dem Schüler und Schülerinnen vor allem die Mittlere Reife anstrebten.
1967 verfügte das Oberschulamt Nordbaden den Ausbau der Schule zu einem vollwertigen Gymnasium mit eigener Oberstufe, und 1970 legte der erste Abiturjahrgang die Reifeprüfung ab. Zwei Jahre später, 1972, zog die Schule in das neu errichtete Schulgebäude in der Adolf-Vielhauer-Straße um, da das alte Gebäude zu eng geworden war. Im Jahr 2006 wurde die Schule zu Ehren der Eppinger Gelehrtenfamilie Hartmanni offiziell in „Hartmanni-Gymnasium Eppingen“ umbenannt.
2019 folgte Ulrich Müller als Schulleiter seinem Vorgänger Uwe Wittwer-Gärttner, der die Schule seit dem Jahr 2002 geleitet hatte.

## Aktivitäten
Das Hartmanni-Gymnasium ist eine „Schule ohne Rassismus – Schule mit Courage“. Es pflegt Austauschprogramme mit einer Schule in Jaunay-Marigny (Frankreich), in Madrid (Spanien), in Zichron Ya'akov (Israel) und in Bemmel (Niederlande).

## Personen

### Absolventen
- Klaus Holaschke (* 1962), Politiker und Oberbürgermeister von Eppingen

### Pädagogen
- Bernd Röcker (* 1942), Historiker und Autor, Lehrer von 1969 bis 2002
- Otto Konrad (1924–1970), Kunst- und Geographielehrer

## Auszeichnungen
- 2006: Landespreis für Heimatforschung für die AG Landeskunde (Ansprechpartner: Bernd Röcker) zum Thema jüdisches Leben im Kraichgau, Kategorie: Schülerpreis
- 2022: Landespreis für Heimatforschung für die AG Schulgeschichte (Ansprechpartner: Alan Götz und Mika Job), Kategorie: Jugendförderpreis[5]